# Masacrele de la Tărcaia și Grădinari (1919)
Masacrele de la Tărcaia și Grădinari au fost două evenimente petrecute la data de 19 aprilie 1919 în timpul Ofensivei Armatei României din aprilie 1919 în satele  Tărcaia și  Grădinari din districtul Beiuș al comitatului Bihor, localități care aveau caracter de enclave maghiare. În cursul acestora, 91 și respectiv 17 civili de etnie maghiară au fost împușcați de către persoane civile înarmate care luptau alături de armata regulată română. Subiectul este întâlnit în literatura istorică și memorialistică maghiară și sub numele de Paștile negre de la Tărcaia (în maghiară Köröstárkány fekete húsvétja).
Istoricii și analiștii care au studiat evenimentele nu au ajuns la un consens referitor la cele întâmplate, actele respective fiind interpretate fie ca o răzbunare interetnică, fie ca un act militar de lichidare a unor insurgenți într-o zonă de război. 
Contextul în care aceste incidente au avut loc este unul controversat, existând date care indică faptul că din localitatea Tărcaia, o parte dintre locuitorii acesteia au avut o contribuție la derapajele extremiste ale armatei ungare dislocate în zonă, soldate cu fapte reprobabile față de populația civilă română. Cu toate acestea evenimentele au avut loc într-o zonă intrată de scurtă vreme sub autoritatea Armatei României, a doua zi după deplasarea liniei frontului. Responsabilitatea principală a masacrelor a revenit unor trupe neregulate românești care luptau alături de cele regulate. De asemenea, au murit civili dintr-un grup de persoane de etnie maghiară chemate la locul faptelor, ca urmare a solicitărilor făcute cu bună știință în numele noilor autorități militare din areal, să se adune fie pentru a li se comunica informații importante, fie pentru a contribui la lichidarea consecințelor unor evenimente recente.
Un monument comemorativ a fost ridicat la Tărcaia pentru aducerea aminte a celor petrecute aici. De asemenea, a fost depusă la Parlamentul României o inițiativă legislativă pentru declararea celor două sate ca localități martir, inițiativă ce era în luna iunie 2018 în proces de analiză.

## Context
„Aproape fiecare moment al  Marii Uniri a fost umbrit de violență în multiplele ei ipostaze [...].  Conflictul româno-maghiar din primăvara și vara anului 1919 a fost doar unul dintre episoadele unei lungi istorii a violenței. [...] Marele Război mondial se încheiase oficial, dar, în prelungirea lui, au izbucnit zeci de conflicte locale la fel de traumatizante și de categorice. O lume în alb și negru, care nu lăsa prea mult loc griurilor dialogului și înțelegerii.”—Vlad Pașca, istoric, 2018

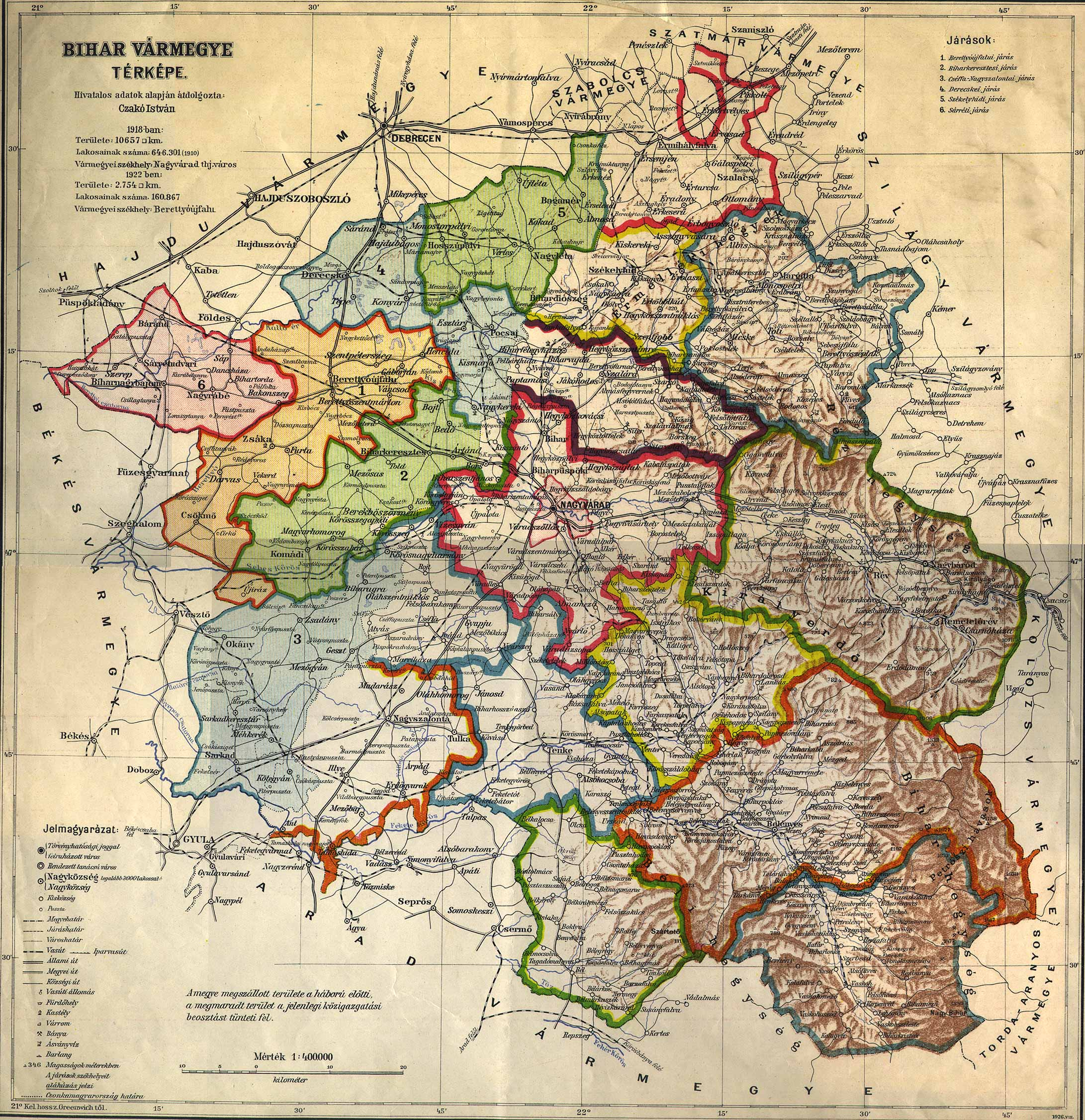
Comitatul Bihor (1910)

După Revoluția Crizantemelor de la 31 octombrie/13 noiembrie 1918 care a proclamat Republica Ungară, pe teritoriul statului ungar s-au constituit Consilii și Gărzi Naționale pe criterii etnice. De asemenea, guvernul noii republicii a încheiat cu generalul Franchet d'Esperey Armistițiul de la Belgrad. Ca urmare a opririi armatei române pe linia de demarcație, comitatul Bihor a rămas în aria ocupată de trupele maghiare.  Conform profesorului universitar de istorie Mihai-Octavian Groza, vidul de putere determinat de prăbușirea aparatului de stat austro-ungar a dus la manifestări caracterizate de violență, anarhie, jafuri, crime pe teritoriul întregii Transilvanii sau al Banatului, manifestarea violenței populare tradiționale având un scenariu care a variat prea puțin. Acesta mai susține și că vidul de autoritate apărut, a fost de asemenea favorabil „vitejilor de după război”, reprezentați de oportuniști de la marginea societății, care s-au instalat în față.
Din cele 132 de sate aflate în depresiunea Beiuș, doar șapte sate sunt locuite de maghiari, dintre care șase (mai puțin Tărcaia) sunt locuite de populație mixtă. În vecinătatea sudică a Beiușului (maghiară Belényes) se află două dintre aceste enclave maghiare, satele Finiș (maghiară Várasfenes) și Tărcaia. În zona satului Tărcaia, precum și la Remetea, Negru (actual Grădinari) și în alte sate, țăranii unguri au provocat tulburări, mergând până la atacarea Gărzilor Naționale Române. Membrii gărzii din Beiuș au intervenit dezarmându-i pe tărcăieni, arestând pe răufăcătorii notorii cu scopul de a-i duce în oraș astfel încât aceștia să primească sancțiuni exemplare și reținându-i de asemenea pe cei suspecți.
Ulterior, după dezarmarea membrilor români ai Gărzilor Naționale din Beiuș de către trupele armatei republicane ungare la sfârșitul lunii ianuarie 1919, 60-70 de tărcăieni s-au înrolat ca voluntari în aceste trupe, iar la 23 februarie 1919 a ajuns în Beiuș batalionul comandat de căpitanul Kálmán Verbőczy. După 29 martie 1919, când s-a bolșevizat întreaga regiune, în Tărcaia s-a constituit sub conducerea lui Janos F. Szatmari și a fiului său (regăsiți ulterior printre cei uciși la Tărcaia), un comandament bolșevic care s-a remarcat prin acțiuni dure împotriva românilor.
Aflat în timpul primăverii 1919 la Tărcaia, comandantul Grupului Verbőczy din Divizia Secuiască a primit frecvent sprijin de aici pentru ceea ce a întreprins împotriva românilor. Maghiarii tărcăieni care s-au înrolat voluntari în trupele ungare au fost printre cei care au acționat în direcția desemnării românilor ulterior vizați de represiunea trupelor maghiare. Cel mai grav incident în care membrii comunității maghiare tărcăiene au fost implicați s-a petrecut la Sighiștel (maghiară Kisszegyesd). Aceștia, alături de trupe bolșevice, au luat parte la evenimente care au dus la moartea unor români.
Astfel, Tărcaia a devenit cel mai puternic centru de activitate antiromânească de pe calea Crișului Negru (conform profesorului Teodor Neș, chiar din întregul fost comitat Bihor). În grupuri sau individual, de aici au plecat cei care au terorizat timp de cinci luni zona locuită de români dintre Beiuș și Vașcău.

## Preludiu
În timpul Ofensivei Armatei României din Aprilie 1919, pe valea superioară a Crișului Negru au avut loc lupte intense între trupele Diviziei 2 Vânători și cele ale Diviziei Secuiești. Aflată în defensivă, Divizia Secuiască a abandonat rând pe rând pozițiile de la Criștior și Cărpinet la 16 aprilie, pe cea de la Vașcău la 17 aprilie, iar la 18 aprilie luptele se duceau deja pe linia Tărcaia (maghiară Köröstárkány) – Grădinari (fost Negru, în maghiară Kisnyégerfalva).
În perioada 17-19 aprilie 1919 au avut loc o serie de asasinate care a avut ca țintă români la Finiș și Păntășești (maghiară Pantasa) și incendieri Drăgănești (maghiară Dragánfalva). Au mai avut loc și tentative de incendiere la Totoreni (maghiară Tatárfalva) din partea trupelor maghiare, cu cooperarea populației maghiare din Tărcaia.[A]
Pe valea Crișului Negru, coloana românească de atac a fost formată de trupe ale regimentelor 9 Vânători și 86 Infanterie (fostul Corp de Voluntari „Horia”). La 18 aprilie 1919, în jurul prânzului, poziția înaintată maghiară aflată pe aliniamentul Finiș – Tărcaia sud – liziera de sud a satului Drăgănești, care apăra Beiușul, a fost luată cu asalt de către trupele române. În apărare în tranșee se aflau și membri ai populației maghiare din Tărcaia, care luptau alături de forțele regulate ungare. La ora 19 în aceeași zi, inamicul, amenințat de a fi învăluit dinspre satul Talpe (maghiară Talp), a dat foc satului Drăgănești și s-a retras în timpul nopții, inclusiv din Beiuș.[B]
A doua zi, în dimineața de 19 aprilie, satul Negru a fost ocupat de trupele române. Acestea au trimis la Tărcaia un pluton pentru a dezarma populația maghiară din localitate. Militarii români au intrat în sat la ora 7 dimineața și conform profesorului Traian Mager, plutonul a fost primit cu focuri de armă din casele civililor. În aceeași zi a fost ucis și un căpitan român la Tărcaia de către simpatizanții comuniști de aici.

## Desfășurare

### La Tărcaia

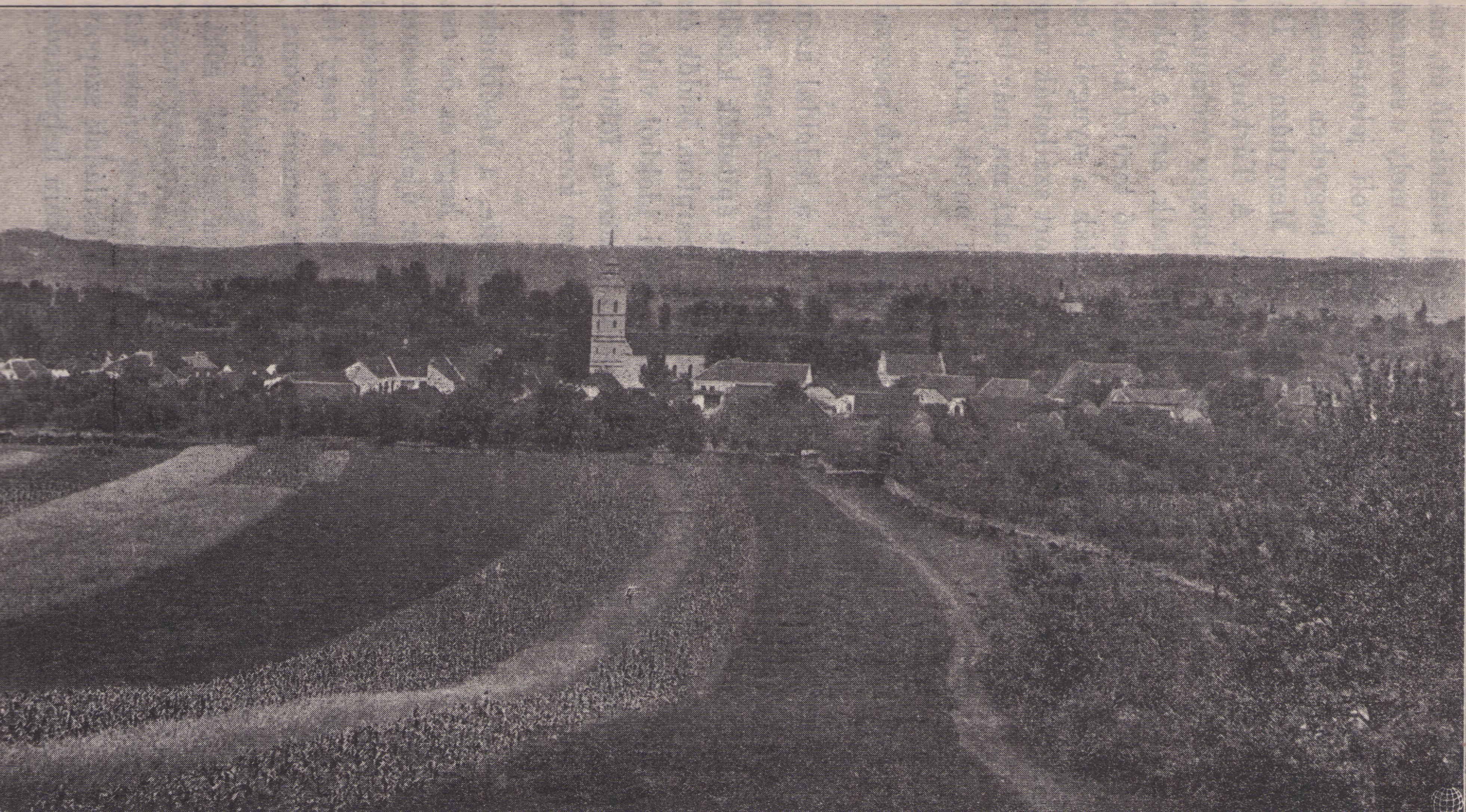
Tărcaia (1913)

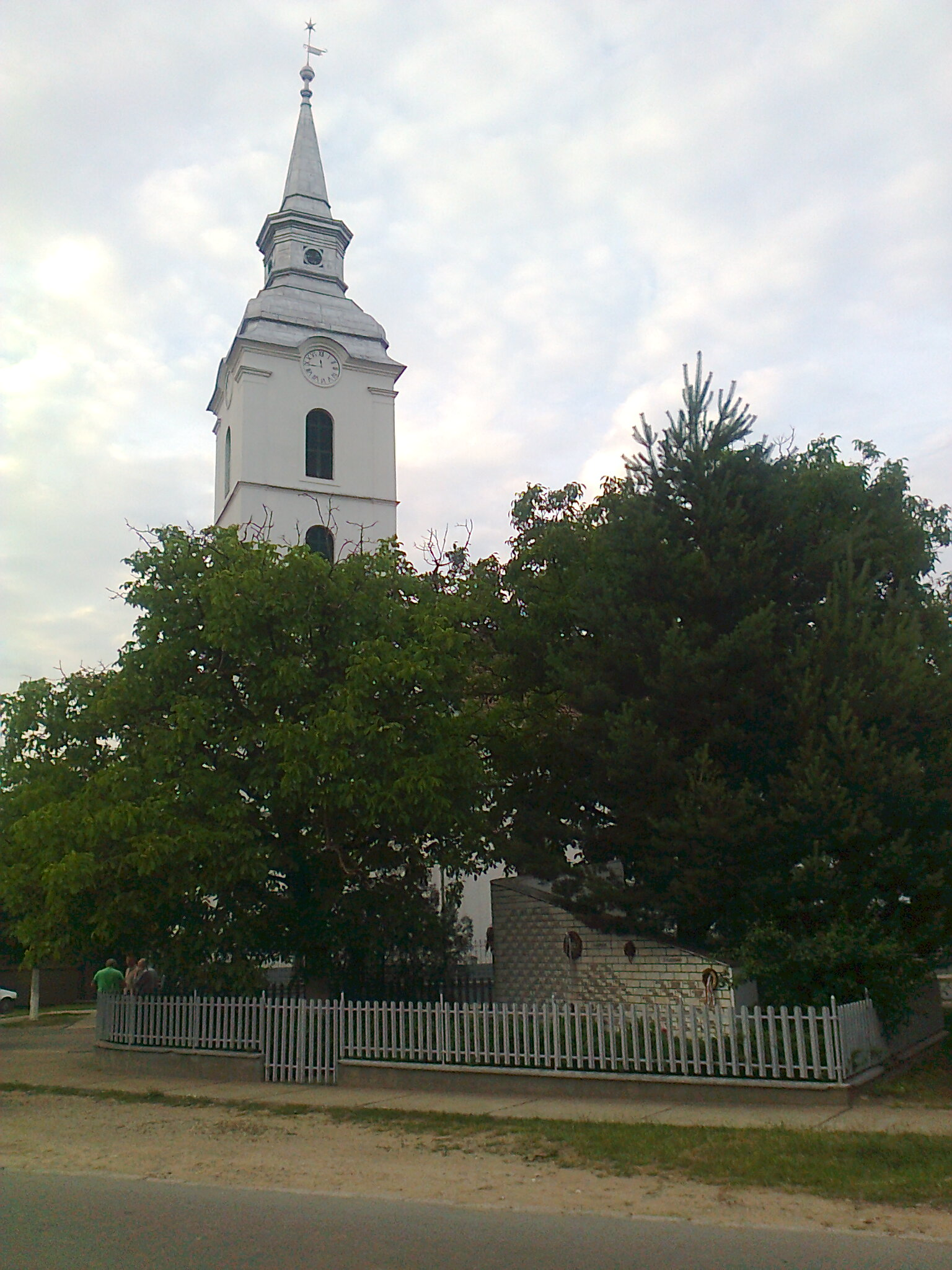
Biserica reformată din localitate, în fața căreia au fost mitraliați civilii maghiari. Memorialul ridicat în 1999 se vede în primul plan.

La data de 19 aprilie 1919 (în Sâmbăta Mare), sătenii din Tărcaia au fost chemați la o adunare care urma să aibă loc în fața bisericii reformate pentru a li se comunica informații de utilitate publică, în conformitate cu noul context. Sătenii care nu fugiseră odată cu venirea trupelor române odată adunați, bărbații au fost selectați într-un grup separat și în fața propriilor soții și ai copiilor, au fost mitraliați în câteva minute. În continuare, făptuitorii au intrat pe străzi și au continuat să omoare populația civilă. Totalul bilanțului s-a ridicat la un număr de 91 de victime civile, dintre care cea mai tânără avea vârsta de 16 ani și cea mai vârstnică persoană 83 de ani. Conform arhiepiscopului Ernest Nyáry, oamenii din piață erau neînarmați.
O parte dintre victime au fost executate în fața propriei case. Au existat de asemenea cazuri de mutilări, iar conform registrelor de stare civilă ale bisericii au fost îngropați de vii numitul M. Antal Mihály împreună cu soția sa. Judele Péter Fenesi, care a încercat să calmeze spiritele și să facă să existe conlucrare cu noile forțe armate,[C] om respectat al comunității și care se caracterizase până atunci în mod deosebit prin imparțialitate (indiferent de etnie sau religie), cinste și onoare, a fost, de asemenea, ucis. Asasinarea lui s-a petrecut după ce Fenesi, care era epitropul lăcașului de cult, le-a deschis soldaților și civililor români ușa bisericii pe care aceștia doreau să o forțeze. După ce le-a ușurat accesul, soldații urcați în turnul bisericii au tras cu armamentul din dotare în cei care încercau să fugă din sat, omorându-i. Încercând să plece din zonă, judele a fost și el ucis. Morții rezultați au fost îngropați într-o groapă comună.
Au urmat 48 de ore de jaf, stopat ca urmare a venirii unei delegații oficiale de la Beiuș. Evidențele de stare civilă au înregistrat 88 din cele 91 de victime ca aparținând parohiei bisericii reformate. Au rămas 33 de văduve și 204 orfani. Multe persoane s-au refugiat în satele înconjurătoare, cu predilecție la Finiș, unde preotul ortodox din localitate a intervenit în apărarea propriilor consăteni.
După câteva zile, populația refugiată s-a întors, a dezgropat și a identificat morții și i-a reînmormântat în cimitirul satului. Slujba de înmormântare a fost ținută de un preot reformat venit din Beiuș.[D]

### La Grădinari
După cele petrecute la Tărcaia, o parte dintre locuitorii satului vecin Grădinari au fost adunați în fața bisericii reformate din localitate, sub pretextul că urmează să participe la înhumarea într-o groapă comună a celor morți din Tărcaia. Șaptesprezece dintre cei adunați aici au fost cu această ocazie uciși, printre ei aflându-se și János Bunta, epitrop al bisericii satului.

## Responsabilități
Supraviețuitorii masacrului de la Tărcaia au declarat că responsabilitatea principală a revenit unor persoane civile înarmate care luptau alături de Armata României. Toate sursele sunt unanime în acest sens.
Conform istoricului Vlad Pașca, cele întâmplate au reprezentat acte de răzbunare de care sunt responsabili localnici români, anterior oprimați. Responsabili au fost astfel sătenii din Drăgănești și Totoreni unde avuseseră loc incendieri sau tentative de incendiere din partea trupelor maghiare, cu cooperarea populației maghiare din Tărcaia. Motivația celor întâmplate ar putea fi însă și una economică, deoarece maghiarii din Tărcaia erau principalii proprietari de terenuri arabile de la granița cu Beiușul, precum și din zona satului Totoreni sau din zona montană situată la nord-vest de Vașcău. Mulți dintre localnicii români ai satelor din jur slujeau la fermierii maghiari din Tărcaia.

## In memoriam
Subiectul masacrului de la Tărcaia a fost un subiect tabu în România în epoca interbelică precum și în perioada comunismului. În România comunistă, pentru a nu fi data deceselor vizibilă și pentru a favoriza posibilitatea ca evenimentele să fie uitate, înscrisurile de pe crucile din cimitir au fost parțial răzuite și parțial tencuite. De abia în 1999 s-a ridicat un monument comemorativ în satul Tărcaia.
Cu titlu reparatoriu din punct de vedere moral, în anul 2014 (la 95 de ani de la cele petrecute) a fost inițiată în Parlamentul României o propunere legislativă care a vizat declararea satelor Tărcaia și Grădinari, ca localități martir. Această propunere a fost adoptată de Senat la 3 martie 2015, la data de 3 aprilie 2017 fiind înscrisă pe ordinea de zi a Camerei  Deputaților. În luna iunie 2018 figura ca fiind trimisă pentru raport suplimentar la Comisia pentru administrație publică și amenajarea teritoriului. Propunerea legislativă în cauză a declanșat o controversă, relaționată contextului în care locuitorii din Tărcaia au sprijinit activ forțele regulate maghiare.
   Vezi și articolul:  Pedeapsă colectivăVezi și articolele [[{{{2}}}]] și [[{{{3}}}]]Vezi și articolele [[{{{4}}}]], [[{{{5}}}]] și [[{{{6}}}]]Vezi și articolele [[{{{7}}}]], [[{{{8}}}]], [[{{{9}}}]] și [[{{{10}}}]]Vezi și articolele [[{{{11}}}]], [[{{{12}}}]], [[{{{13}}}]], [[{{{14}}}]] și [[{{{15}}}]]Vezi și articolele [[{{{16}}}]], [[{{{17}}}]], [[{{{18}}}]], [[{{{19}}}]], [[{{{20}}}]] și [[{{{21}}}]].În opinia consemnată în anul 2015 a colonelului în rezervă Grigore Bartoș, fost comandant al Garnizoanei Oradea, sătenii din Tărcaia pot fi considerați eroi de către neamul lor, dar nu și martiri. El și-a argumentat cele spuse, afirmând că aceștia au acționat instigați fiind de gărzile și trupele regimului bolșevic al lui Béla Kun. Conform acestuia respectivii au provocat armata română cantonată în zonă atacând-o, ceea ce a determinat contraatacul și respectiv lichidarea insurgenților, într-o situație în care era în vigoare starea de război dintre statele român și ungar. Tot conform lui Grigore Bartoș, trupele române nu au ucis civili nevinovați, ci combatanți care s-au angajat în luptă împotriva lor.
 La rândul său, istoricul Gabriel Moisă a afirmat în anul 2014 că dintre cei uciși la Tărcaia, o parte nu au fost chiar nevinovați. Cei în cauză, înrolați fiind în trupele căpitanului Verbőczy, dăduseră foc la sate, omorâseră și torturaseră oameni.
Subiectul este întâlnit în literatura maghiară memorialistică și istorică și sub numele de Paștile negre de la Tărcaia.